# Concatedral de Nuestra Señora de la Asunción (Opava)
La Concatedral de Nuestra Señora de la Asunción  o simplemente Catedral de Opava (en checo: Konkatedrála Nanebevzetí Panny Marie) es el nombre que recibe es una iglesia católica en Opava una localidad del país europeo de República Checa. Posee tres naves, con dos torres, construida en el siglo XIV en estilo gótico, en donde antes estuvo un edificio románico más antiguo de principios del siglo XIII. En 1995 la iglesia fue declarada monumento nacional de la República Checa. Desde 1996 es la segunda sede del obispo de la diócesis de Ostrava-Opava (concatedral).
El Establecimiento de la Iglesia de la Asunción en Opava está asociado con los caballeros teutónicos. La construcción de la iglesia probablemente comenzó poco después de 1204. Los detalles iniciales de esta iglesia románica no son muy conocidos. Pero la carta del rey Venceslao I del 12 de mayo de 1237 menciona la rectoría en Opava.
Después de la muerte de Premysl Otakar II. La construcción de la iglesia se detuvo y se reanudó solo después del regreso de su hijo ilegítimo Nicolás I. 
La iglesia una vez se acabó se convirtió en el mayor edificio religioso de Opava, y el principal símbolo de la ciudad. 

## Véase también

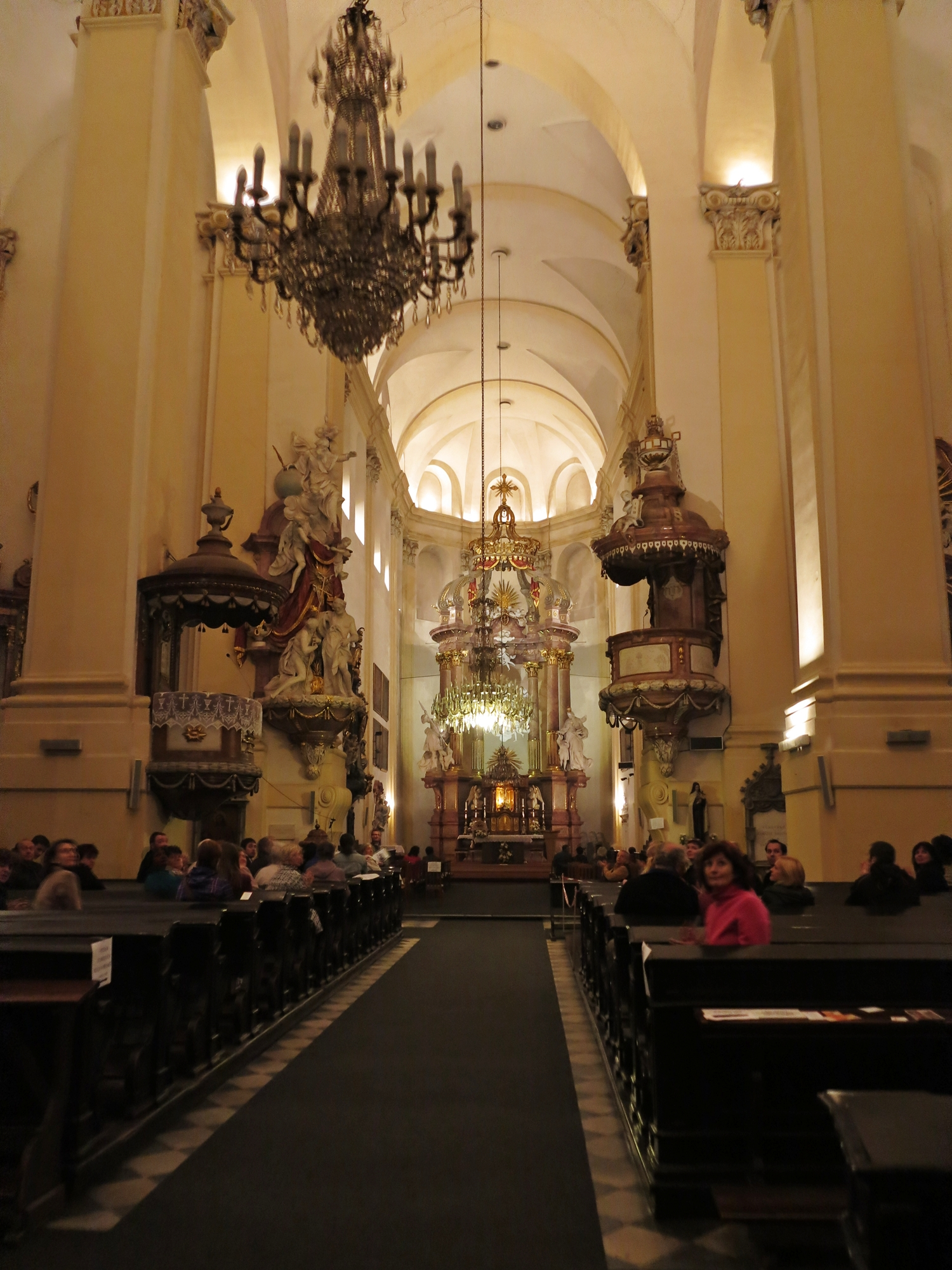
Vista interna